# Dmitrij Vasiljev
Dmitrij Viktorovič Vasiljev (rusko Дмитрий Викторович Васильев), ruski smučarski skakalec, * 26. december 1979, Ufa, ZSSR, sedaj Rusija.
Leta 1998 se je uvrstil v A rusko ekipo, prvič pa je na tekmi svetovnega pokala nastopil v sezoni 1998/99 v Harrachovu, prve točke pa v naslednji sezoni v Kuopiu. V sezoni 2000/01 je osvojil svoje prve stopničke, bil je 2. na tekmi Novoletne turneje v Garmisch-Partenkirchnu. Osvojil je tudi 3. mesto v Innsbrucku, vendar je bil naknadno diskvalificiran zaradi nedovoljenih poživil. Zaradi tega ni smel 2 leti nastopati na tekmah pod okvirom FIS.
Vrnil se je v sezoni 2002/03 vendar ni dosegal vidnejših rezultatov. Naslednja sezona je bila mnogo boljša, po zaslugi novega ruskega trenerja Nemca Wolfganga Steierta, so bili njegovi rezultati konstantnejši. Njegova najboljša sezona dosedaj je sezona 2006/07, ko je dosegel več uvrstitev med najboljšo deseterico, bil je tudi tretji na tekmi v Titisee-Neustadtu, v skupnem seštevku svetovnega pokala pa je zasedel 11. mesto.
Nastopil je tudi na olimpijskih igrah v Torinu leta 2006, na preizkušnji na mali skakalnici je celo vodil po 1. seriji. Na koncu je bil 10.
Na svetovnem prvenstvu v Oberstdorfu leta 2005 je z rusko ekipo osvojil 5. mesto na mali napravi, dve leti kasneje v Saporu pa je bil posamično na veliki napravi 7.